# Arnsbach (Borken)
Arnsbach ist ein Dorf im nordhessischen Schwalm-Eder-Kreis und seit 1974 ein Stadtteil von Borken.

## Geographische Lage
Die Gemarkung Arnsbach liegt im Westen des Borkener Beckens und hat eine Größe von ca. 688 Hektar.
Nordwestlich von Arnsbach liegt der Naturbadesee Stockelache, der nach der Rekultivierung des ersten Braunkohletagebaus (Altenburg I) auf dem Gebiet von Borken entstand. Südöstlich, auf dem Gipfel des Berges Altenburg und teilweise auf Arnsbacher Gemarkung, liegen die Überreste der eisenzeitlichen Ringwallanlage Altenburg (auch „Altenburg bei Römersberg“ genannt).

## Geschichte

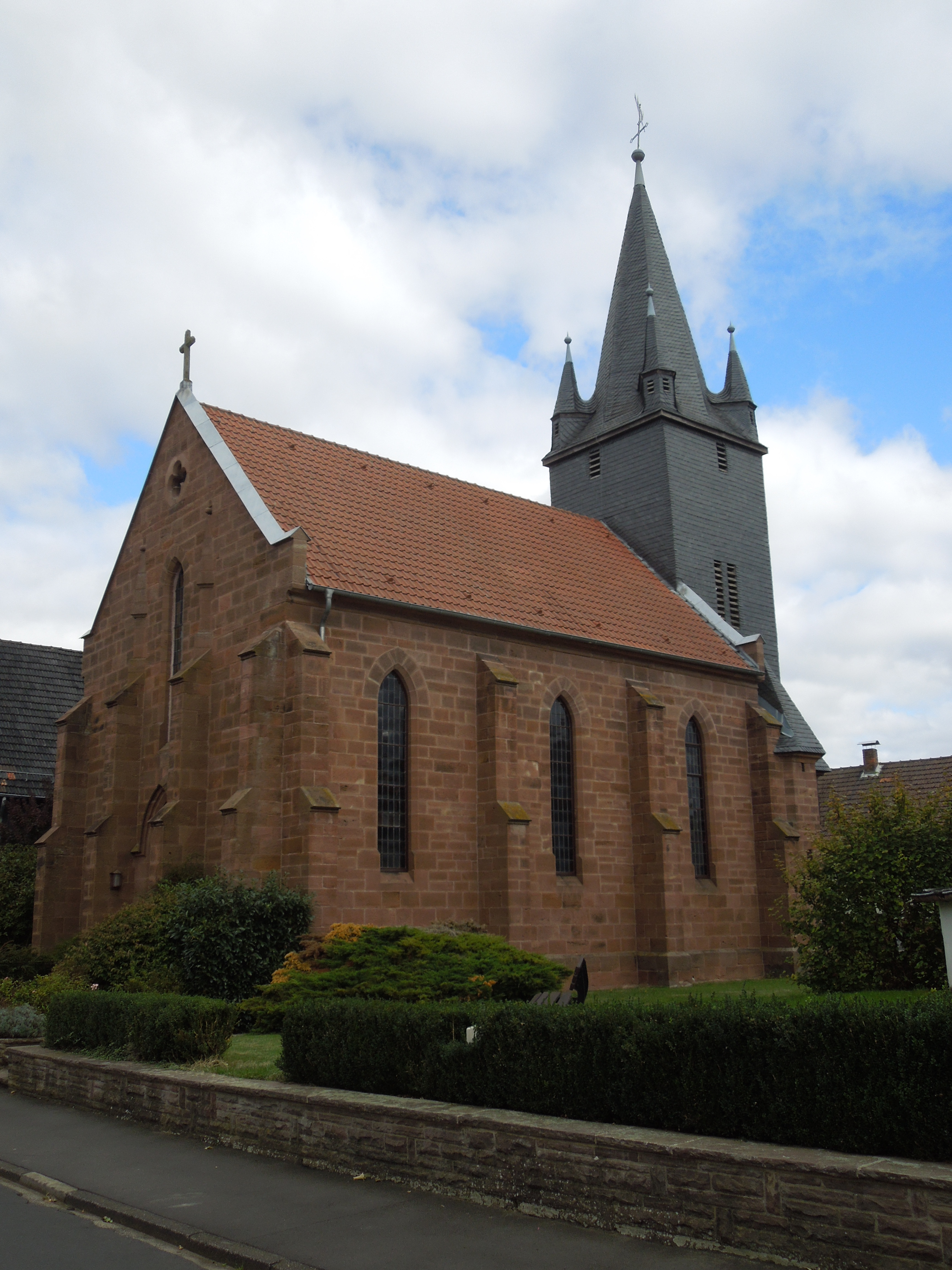
Die Dorfkirche

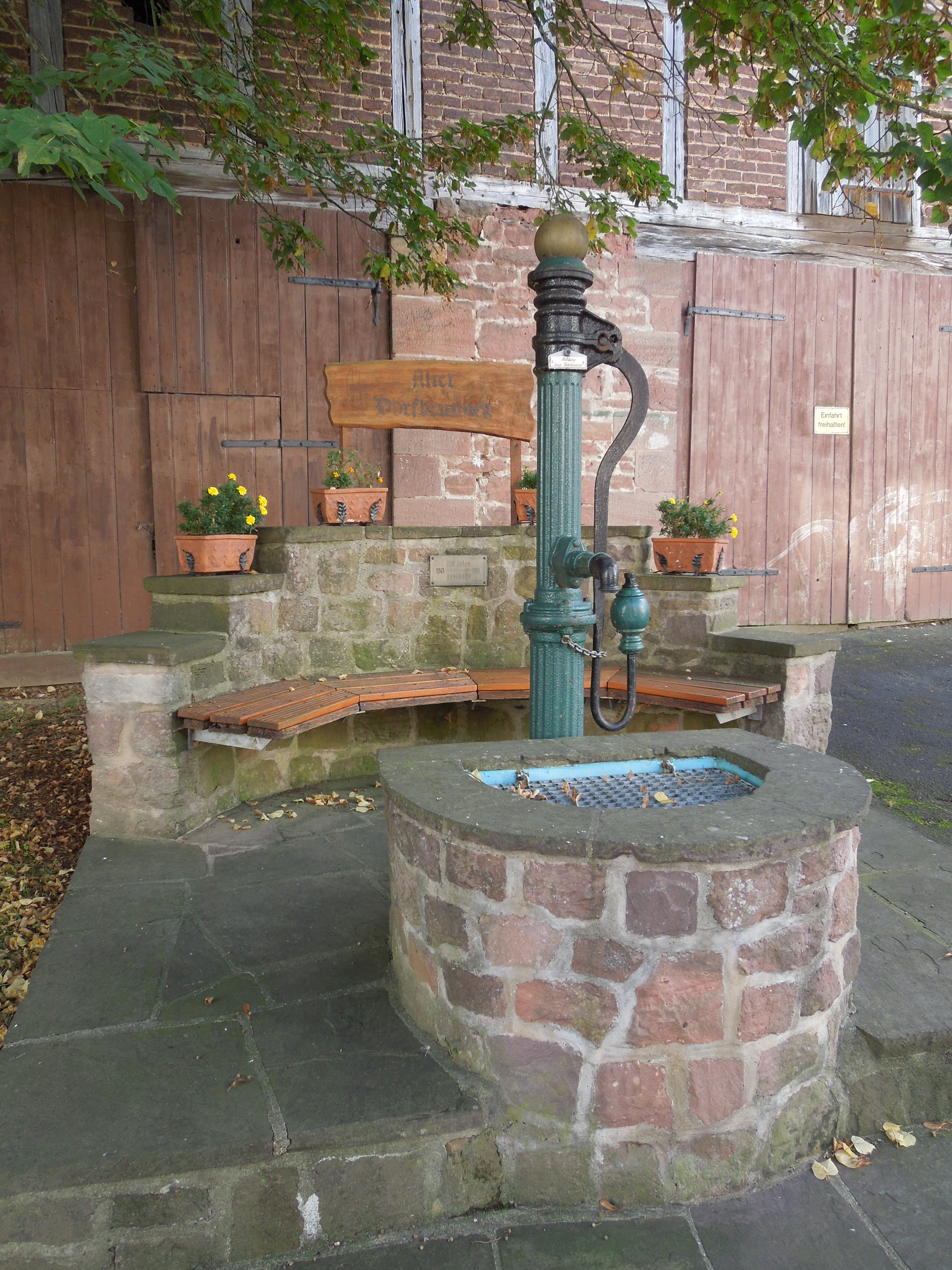
Ein alter Dorfbrunnen

Ausgrabungen, die 1936/37 unter der Leitung von Edward Sangmeister vom Institut für Ur- und Frühgeschichte der Universität Marburg durchgeführt wurden, stellten schon für die Jungsteinzeit (Neolithikum) eine Besiedlung des Arnsbacher Raumes fest. Für die Besiedlung war die große Nähe von Wasser und die Lößbedeckung des Bodens wichtig. Die in Arnsbach gefundenen parallel liegenden Großbauten und Keramiken gehören zu den forschungsgeschichtlich bedeutsamen Zeugnissen bandkeramischer Siedlungstypen und galten lange Zeit mit der in Köln freigelegten Lindenthaler Siedlung als beispielhaft für diese Kultur (5600/5500 v. Chr.).
Die älteste bekannte urkundliche Erwähnung Arnsbachs im Jahre 1245 als Arnesbach erfolgte in Zusammenhang mit Besitz des Deutschen Ordens. Das Dorf war im Besitz der Grafen von Ziegenhain, die es als Lehen an die Herren von Falkenberg gaben. Noch 1423 erklärte Hans von Falkenberg, dass Arnsbach falkenbergisches Erbe sei. Nach dem Ableben von Hans von Falkenberg 1426 fiel sein Besitz in Arnsbach an die Grafen von Ziegenhain zurück. Nach deren Aussterben im Jahre 1450 fiel ihre gesamte Grafschaft an die Landgrafschaft Hessen.
Spätestens seit 1570 gehört Arnsbach zum hessischen Gericht Borken. Das Gericht war dem Amt Borken zugeordnet, das landgräflichen Besitzungen und Gerichte verwaltete.
1585 hatte das Dorf 37 Haushalte. Im Dreißigjährigen Krieg erlitt es, wie alle Orte der Gegend, schwere Verwüstungen. 1639 gab es nur noch zehn Ehepaare und fünf Witwen; es wurden noch zehn Kühe, zwei Stiere und ein Pferd gezählt, Schweine und Schafe gab es nicht mehr. Im Jahre 1747 hatte der Ort dann bereits wieder 40 Haushalte, und 1835 gab es 392 Einwohner in 52 Häusern.
Das Langhaus der evangelischen Kirche zu Arnsbach wurde 1883 an einen Rechteckchor von 1606 angebaut und 1905 renoviert. Bereits vor der Reformation muss eine Kirche bestanden haben, denn im 13. Jahrhundert ist ein "plebanus" (Leutpriester) belegt.
1897 wurde beim Bau eines Brunnens in Arnsbach Braunkohle gefunden. Um das vermutete größere Vorkommen zu erschließen, wurde die „Gewerkschaft Arnsbach“ gegründet, unter deren Führung von 1900 bis 1909 in einem Tiefbaubetrieb auf dem Gebiet des späteren Tagebaues Gombeth Braunkohle gefördert wurde. Die Gewerkschaft wurde 1919 von den Deutschen Kaliwerken und 1921 vom preußischen Staat übernommen. Preußen gründete in Folge die Gewerkschaft Großkraftwerk Main-Weser AG, die die Braunkohlefelder um Borken erwarb und 1922 mit dem Bau des Kraftwerks Borken begann.
Am 1. Januar 1974 wurde die bis dahin selbständige Gemeinde Arnsbach im Zuge der Gebietsreform in Hessen kraft Landesgesetz in die Stadt Borken eingegliedert. Für alle durch die Gebietsreform eingegliederten Stadtteile wurde Ortsbezirke mit Ortsbeirat und Ortsvorsteher eingerichtet.

## Bevölkerung
Einwohnerstruktur 2011
Nach den Erhebungen des Zensus 2011 lebten am Stichtag, dem 9. Mai 2011, in Arnsbach 474 Einwohner. Darunter waren 9 (1,9 %) Ausländer.
Nach dem Lebensalter waren 66 Einwohner unter 18 Jahren, 180 zwischen 18 und 49, 120 zwischen 50 und 64 und 111 Einwohner waren älter. Die Einwohner lebten in 204 Haushalten. Davon waren 57 Singlehaushalte, 63 Paare ohne Kinder und 66 Paare mit Kindern, sowie 15 Alleinerziehende und 3 Wohngemeinschaften. In 45 Haushalten lebten ausschließlich Senioren und in 123 Haushaltungen lebten keine Senioren.
Einwohnerentwicklung
| Quelle: Historisches Ortslexikon |                          |
| • um 1570:                       | 39 Hausgesesse           |
| • 1639:                          | 10 Hausgesesse, 5 Witwen |
| • 1747:                          | 155 Hausgesesse          |

| Arnsbach: Einwohnerzahlen von 1834 bis 2020 | Arnsbach: Einwohnerzahlen von 1834 bis 2020 | Arnsbach: Einwohnerzahlen von 1834 bis 2020 | Arnsbach: Einwohnerzahlen von 1834 bis 2020 | Arnsbach: Einwohnerzahlen von 1834 bis 2020 |
| --- | ------------------------------------------- | ------------------------------------------- | ------------------------------------------- | ------------------------------------------- |
| Jahr |                                             |                                             |                                             | Einwohner                                   |
| 1834 | 1834                                        |                                             | 399                                         | 399                                         |
| 1840 | 1840                                        |                                             | 399                                         | 399                                         |
| 1846 | 1846                                        |                                             | 391                                         | 391                                         |
| 1852 | 1852                                        |                                             | 353                                         | 353                                         |
| 1858 | 1858                                        |                                             | 375                                         | 375                                         |
| 1864 | 1864                                        |                                             | 405                                         | 405                                         |
| 1871 | 1871                                        |                                             | 376                                         | 376                                         |
| 1875 | 1875                                        |                                             | 351                                         | 351                                         |
| 1885 | 1885                                        |                                             | 362                                         | 362                                         |
| 1895 | 1895                                        |                                             | 359                                         | 359                                         |
| 1905 | 1905                                        |                                             | 365                                         | 365                                         |
| 1910 | 1910                                        |                                             | 371                                         | 371                                         |
| 1925 | 1925                                        |                                             | 393                                         | 393                                         |
| 1939 | 1939                                        |                                             | 367                                         | 367                                         |
| 1946 | 1946                                        |                                             | 530                                         | 530                                         |
| 1950 | 1950                                        |                                             | 572                                         | 572                                         |
| 1956 | 1956                                        |                                             | 565                                         | 565                                         |
| 1961 | 1961                                        |                                             | 532                                         | 532                                         |
| 1967 | 1967                                        |                                             | 628                                         | 628                                         |
| 1970 | 1970                                        |                                             | 637                                         | 637                                         |
| 1980 | 1980                                        |                                             | ?                                           | ?                                           |
| 1990 | 1990                                        |                                             | ?                                           | ?                                           |
| 2000 | 2000                                        |                                             | ?                                           | ?                                           |
| 2011 | 2011                                        |                                             | 474                                         | 474                                         |
| 2020 | 2020                                        |                                             | 486                                         | 486                                         |
| Datenquelle: Historisches Gemeindeverzeichnis für Hessen: Die Bevölkerung der Gemeinden 1834 bis 1967. Wiesbaden: Hessisches Statistisches Landesamt, 1968. Weitere Quellen: LAGIS; Stadt Borken (Hessen), Zensus 2011 |                                             |                                             |                                             |                                             |

Historische Religionszugehörigkeit
| Quelle: Historisches Ortslexikon |                                                                   |
| • 1861:                          | alle Einwohner evangelisch-reformiert                             |
| • 1885:                          | 362 evangelische (= 100 %) Einwohner                              |
| • 1961:                          | 448 evangelische (= 84,21 %), 42 katholische (= 7,89 %) Einwohner |

Historische Erwerbstätigkeit
| • 1961 | Erwerbspersonen: 85 Land- und Forstwirtschaft, 122 Produzierendes Gewerbe, 16 Handel und Verkehr, 21 Dienstleistungen und Sonstiges |

## Politik
Für Arnsbach besteht ein Ortsbezirk (Gebiete der ehemaligen Gemeinde Arnsbach) mit Ortsbeirat und Ortsvorsteher nach der Hessischen Gemeindeordnung. Der Ortsbeirat besteht aus neun Mitgliedern.
Bei den Kommunalwahlen in Hessen 2021 betrug die Wahlbeteiligung zum Ortsbeirat Arnsbach 59,71 %. Es erhielten die SPD mit 32,43 % der Stimmen drei Sitze und die „Freie Wählergemeinschaft Arnsbach“ mit 67,57 % sechs Sitze. Der Ortsbeirat wählte Erich Rininsland zum Ortsvorsteher.

## Persönlichkeiten
- Anton Jacob Spangenberg (1796–1882), Landbaumeister in Eschwege